# Pančevský most

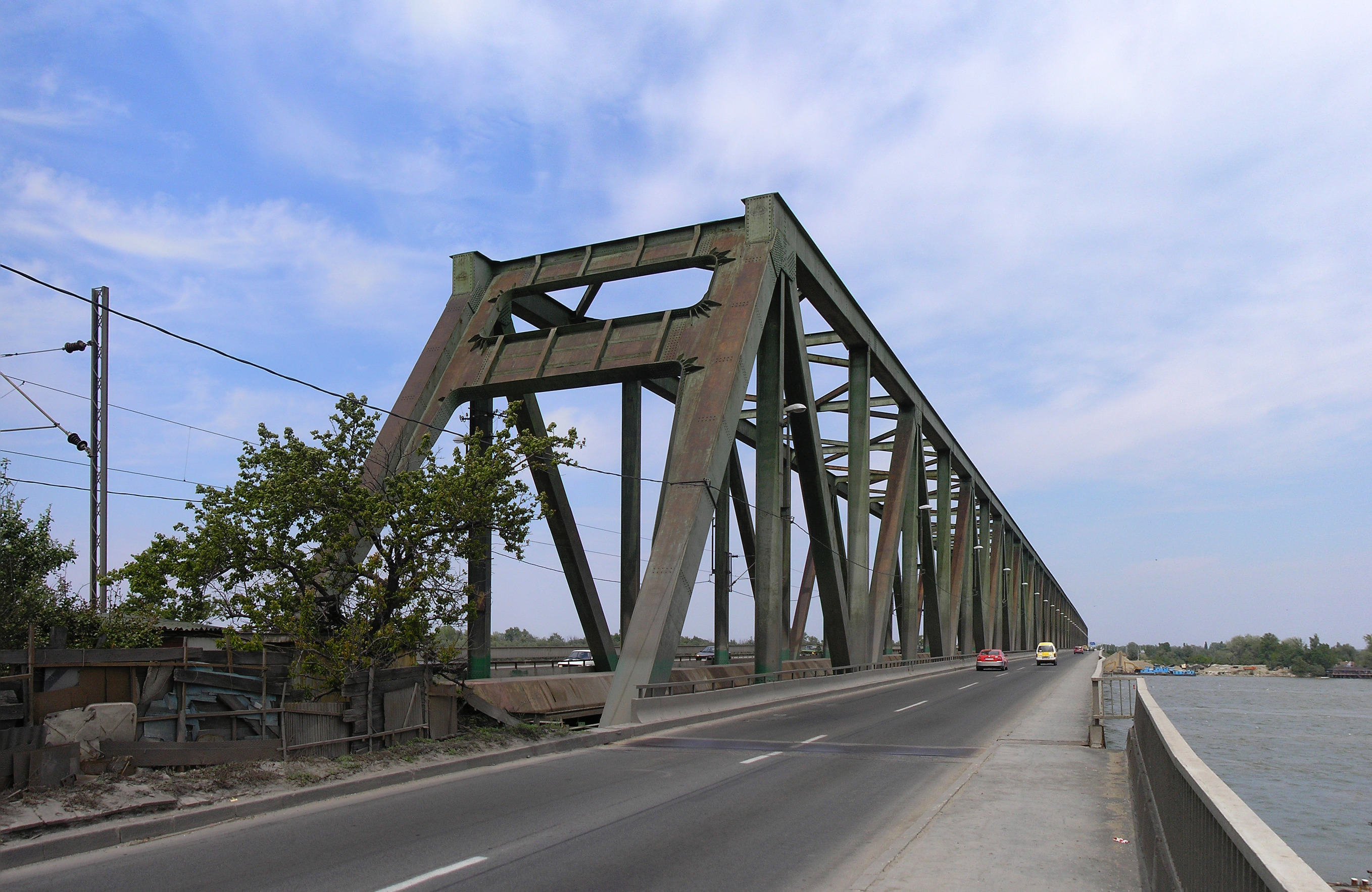
Pančevský most, pohled přes řeku Dunaj

Pančevský most (srbsky v cyrilici Панчевачки мост, v latince Pančevački most, lidově Панчевац/Pančevac) je železniční a silniční most přes řeku Dunaj, který zajišťuje spojení Bělehradu a nedalekého sedmdesátitisícového Pančeva. Je dlouhý 1526 m.

## Historie
Výstavba byla zahájena v roce 1933 a most byl otevřen v roce 1935 a nesl jméno krále Petra II. Karađorđeviće. Financování bylo zajištěno z válečných reparací, které meziválečné Německo platilo tehdejší Jugoslávii.
Most byl záměrně zničen během nacistické invaze v dubnu 1941 jugoslávskou armádou. Cílem bylo zbrzdit postup nepřátelských vojsk. Během německé okupace Bělehradu byl pro potřeby invazních sil částečně obnoven, ale v roce 1944 při bombardování znovu poničen. V roce 1946 byl most obnoven a první vlak po něm přejel symbolicky dne 7. listopadu, na výročí Říjnové revoluce v Rusku. Obnovu realizoval Sovětský svaz, který sice o toto neměl zájem, ale Tito osobně za most intervenoval. Jugoslávský maršál jej pojmenoval jako Most Rudé armády (srbsky Most Crvene armije), ale tento název se mezi veřejností nerozšířil.
V 2. dekádě 21. století byl most v nevyhovujícím technickém stavu a prochází rekonstrukcí, která byla ukončena v roce 2016. 